# 军事科学出版社
军事科学出版社是中华人民共和国的一家出版社，成立于1983年3月，社址位于北京市。隶属于中国人民解放军军事科学院。